# Coryanthes leucocorys
Coryanthes leucocorys là một loài lan.

## Hình ảnh

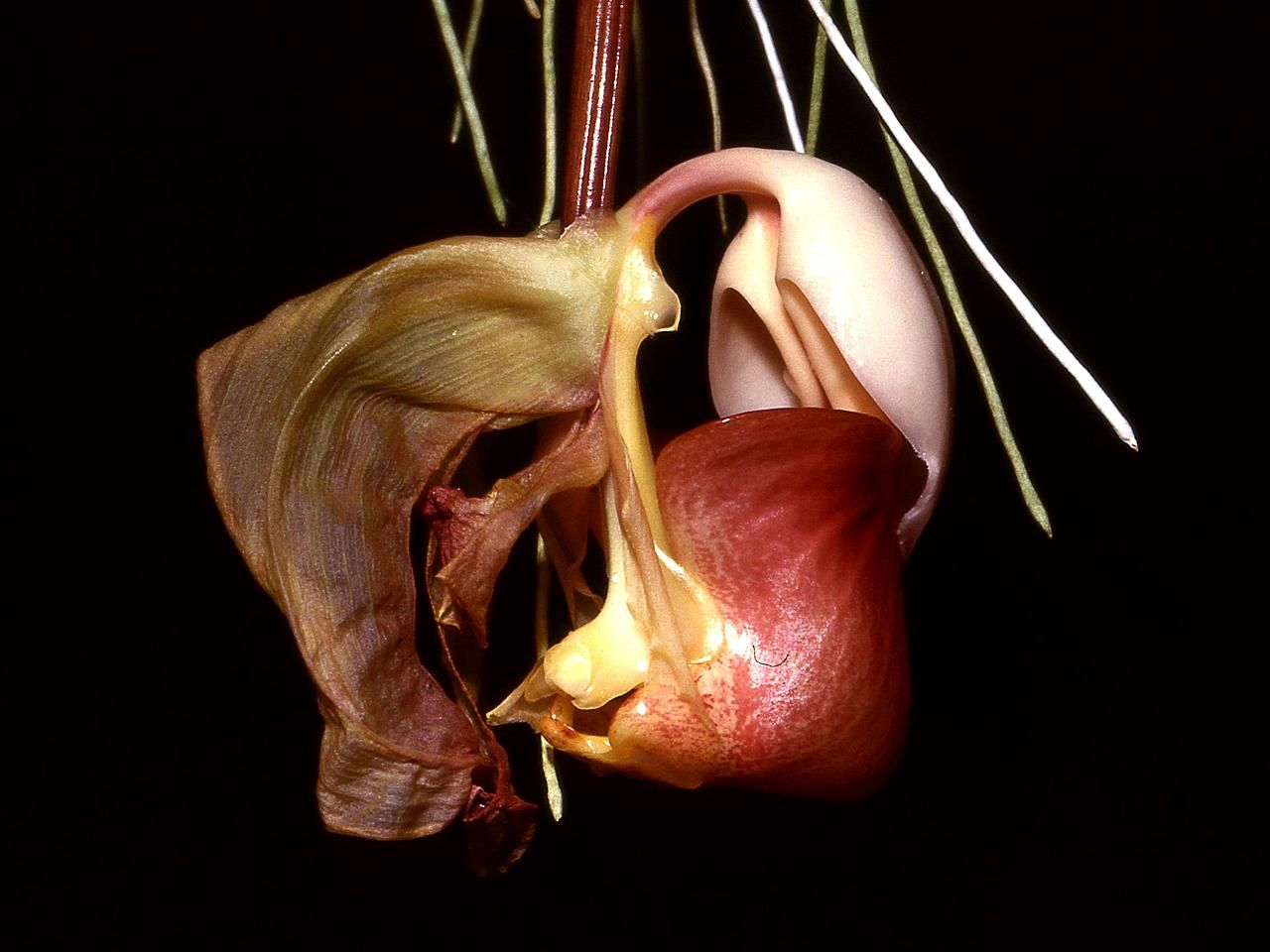